# Andrast
Andrast (Sindarijns voor lange kaap) is een fictieve kaap in J.R.R. Tolkien wereld Midden-aarde.
Andrast wordt ook wel Ras Morthil (Sindarijns voor zwarte piek) genoemd. De kaap ligt in het zuidwesten van Midden-aarde en scheidt de Baai van Belfalas van Belegaer, de grote oceaan. De Ered Nimrais verdwijnen bij kaap Andrast in zee. Andrast is net als Drúwaith Iaur, de regio waarvan het deel van uitmaakt, dunbevolkt. Hoewel het in de gloriedagen van Gondor deel uitmaakte van het koninkrijk, werd het nooit bevolkt door de Dúnedain. In plaats daarvan bleef de kaap de woonplaats van een kolonie Wozen. Naast deze kolonie is er slechts één andere Wozenkolonie in Midden-aarde, het Drúadanwoud in Anórien ten zuidoosten van Rohan.
Toen Gondors macht halverwege de Derde Era begon te tanen werd de grens opnieuw vastgelegd bij de Lefnui ten oosten van Andrast. Gondor had wel kustwachten en andere waarschuwingssystemen op Andrast. Omdat de Witte Bergen doorliepen naar Andrast, vormde deze bergrug een natuurlijke verdedigingslinie voor Gondor tegen invasies uit het noorden.